# 約翰遜冰原島峰
85°2′S 92°30′W / 85.033°S 92.500°W
約翰遜冰原島峰（英語：Johnson Nunataks），是南極洲的冰原島峰，位於埃爾斯沃思地，處於里德嶺以西6公里的福特山西北部，屬於蒂爾山脈的一部分，現時由南極條約體系管理。